# Vietnám nemzeti parkjainak listája
A vietnámi nemzeti parkok rendszere 2015-ben 31 parkot foglal magába, összesen 1 millió hektárral, ami az ország területének mintegy három százaléka. Az első nemzeti park 1966-ban az északi Cúc Phương volt. A legtöbb nemzeti park több tartomány területén fekszik.
A nemzeti parkok listája:
| név, vietnámi WP-oldal                | kép | régió                      | terület (ha) | alapítás | Ter. Vsz. |
| ------------------------------------- | --- | -------------------------- | ------------ | -------- | --------- |
| Bái Tử Long                           |     | északkelet                 | 15 783       | 2001     | IV        |
| Ba Bể                                 |     | északkelet                 | 7610         | 1977     | II        |
| Du Già Du Già                         |     | északkelet                 | 15 006       | 2015     |           |
| Tam Đảo                               |     | északkelet                 | 36 883       | 1986     | II        |
| Xuân Sơn                              |     | északkelet                 | 15 048       | 2002     | IV        |
| Hoàng Liên                            |     | északkelet                 | 29 845       | 2002     |           |
| Cát Bà                                |     | Vörös-folyó-delta          | 15 200       | 1986     | II        |
| Xuân Thủy                             |     | Vörös-folyó-delta          | 7100         | 2003     | IV        |
| Ba Vì                                 |     | Vörös-folyó-delta          | 6986         | 1991     | II        |
| Cúc Phương                            |     | Vörös-folyó-delta          | 22 200       | 1966     | II        |
| Bến En                                |     | a központi résztől északra | 16 634       | 1992     | II        |
| Pù Mát                                |     | a központi résztől északra | 91 113       | 2001     | IV        |
| Vũ Quang                              |     | a központi résztől északra | 55 029       | 2002     | IV        |
| Phong Nha-Kẻ Bàng Phong Nha — Kẻ Bàng |     | a központi résztől északra | 85 754       | 2001     | IV        |
| Bạch Mã                               |     | a központi rész            | 22 030       | 1991     | II        |
| Phước Bình                            |     | dél-közép-part             | 19 814       | 2006     |           |
| Núi Chúa                              |     | dél-közép-part             | 29 865       | 2003     |           |
| Chư Mom Ray                           |     | Középső hegyvidék          | 56 621       | 2002     | II        |
| Kon Ka Kinh                           |     | Középső hegyvidék          | 41 780       | 2002     | II        |
| Yok Đôn                               |     | Középső hegyvidék          | 115 545      | 1991     | II        |
| Chư Yang Sin                          |     | Középső hegyvidék          | 58 947       | 2002     | IV        |
| Bidoup Núi Bà                         |     | Középső hegyvidék          | 64 800       | 2004     | IV        |
| Cát Tiên Cát Tiên                     |     | délkelet                   | 73 878       | 1992     | II        |
| Bù Gia Mập                            |     | délkelet                   | 26 032       | 2002     | IV        |
| Lò Gò-Xa Mát                          |     | délkelet                   | 18 765       | 2002     | IV        |
| Côn Đảo                               |     | délkelet                   | 15 043       | 1993     | II        |
| Tràm Chim                             |     | Mekong-delta               | 7588         | 1994     | II        |
| Mũi Cà Mau                            |     | Mekong-delta               | 41 862       | 2003     |           |
| U Minh Hạ                             |     | délnyugat                  | 8286         | 2006     |           |
| U Minh Thượng                         |     | Mekong-delta               | 8053         | 2002     |           |
| Phú Quốc                              |     | Mekong-delta               | 31 422       | 2001     | IV        |

## Fordítás
- Ez a szócikk részben vagy egészben  a(z)   Список национальных парков Вьетнама című orosz Wikipédia-szócikk fordításán alapul.  Az eredeti cikk szerkesztőit annak laptörténete sorolja fel. Ez a jelzés csupán a megfogalmazás eredetét és a szerzői jogokat jelzi, nem szolgál a cikkben szereplő információk forrásmegjelöléseként.